# Битолско военно училище
Битолското военно училище (на турски: Manastır Askerî İdadisi) е средно тригодишно военно училище, функционирало в Битоля, Османската империя, от 1847 до 1913 година. Сградата от 1974 година се използва за музей.
В 1846 година са основани Цариградското и Бурсенското военно училище, в 1847 година – Одринското и Битолското, а в 1848 година - Дамаското. Училищата служат за подготвяне на кадри за Османската военна академия.
- Османска пощенска картичка с военното училище
- Свидетелство на Сюлейман Нури с оценки за три години, 19 декември 1899 г.
- Сградата на музея в 2011 г.
- Ученици в училището в 1909 г. Фото: Братя Манаки